# 渡辺玄対

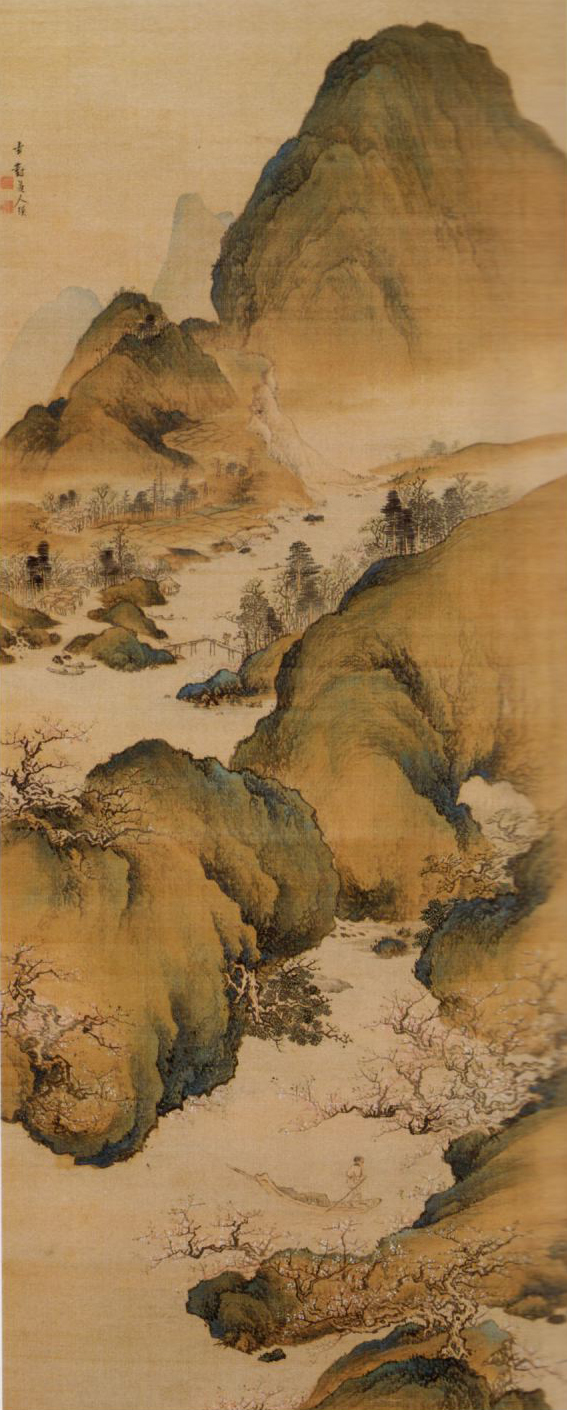
武陵桃源図

渡辺 玄対（わたなべ げんたい、寛延2年（1749年） - 文政5年4月12日（1822年6月1日））は江戸時代中期の日本の画家。
名は瑛、字を廷輝、通称又蔵。号は玄対のほかに松堂・林麓草堂。中国風に名前を修して辺瑛と名乗った。江戸生まれ。谷文晁門下。山水画、花鳥画にすぐれていた。

## 生涯
隠医・内田玄淳の子で画家・渡辺湊水に画を習いやがて養嗣子となる。明和4年（1767年）、湊水が没すると内田家に戻ったが、60歳まで渡辺姓を通した。このため長男・昴（赤水）は渡辺姓・次男・穀（陶丘）は内田姓となった。その他の弟子に三浦誠次などがいる。
中山高陽から南画の画技を学び、湊水が亡くなると4つ下の鈴木芙蓉の師となった。また谷文晁の師としても知られるが後には文晁の弟子に数えられていることから、師弟関係というよりむしろ相互に影響を与えあった関係と見るべきである。
高陽から諸派兼学の教えを忠実に受け継ぎ、中国の古書画を臨模しその長所を学びとった。特に明末清初の画家・藍瑛に私淑して名前を瑛としたほどであった。藍瑛は当時中国の代表的画派である浙派と呉派を折衷し南北合法といわれた一大流派の創始者である。藍瑛の南北合法は玄対のみならず文晁、渡辺崋山らに継承されていく。同じく中国趣味に昂じた増山雪斎や諸葛監と交友した。また雲室の詩文結社・小不朽吟社に参加し多くの名流と交わった。
現在確認される作品数が充分でないが、南宗画と北宗画を折衷した南北合法的な画風は江戸南画の萌芽を思わせる。主に山水画・花鳥画を得意としたが広い画域があったものと思われる。
文政5年（1822年）死去、享年75。

## 作品

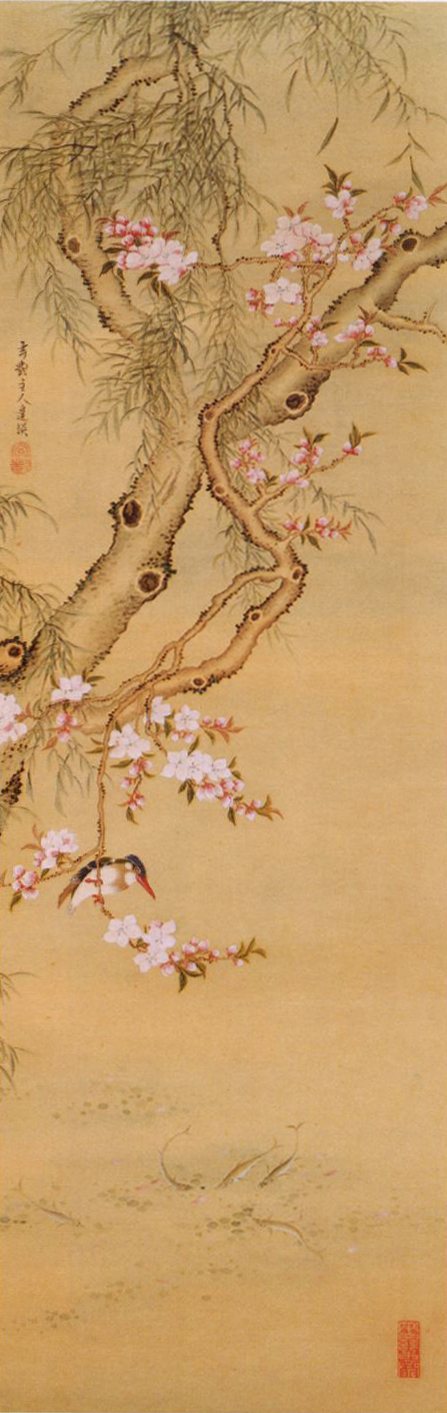
柳に翡翠図

- 「武陵桃源図」東京国立博物館
- 「柳に翡翠図」板橋区立美術館
- 「帰去来図」兵庫県立美術館西宮頴川分館
- 「仙人図」

## 刊行物
- 『玄対画譜』 中国画と落款の縮図集